# Toy Story 2: Příběh hraček
Toy Story 2: Příběh hraček 2 je rodinný animovaný film studia Pixar z roku 1999. Jeho režiséry jsou John Lasseter, Ash Brannon, a Lee Unkrich. Film je volným pokračováním snímku Toy Story: Příběh hraček z roku 1995.
Hlasy postaviček v originále namluvili herci jako Tom Hanks, Tim Allen, Kelsey Grammar, Joan Cusack, John Ratzenberger, Don Rickles, Wallace Shawn, a Jim Varney.

## Děj
Sheriff Woody je oblíbenou hračkou Andyho, malého chlapce, který si rád hraje se svými hračkami. Andy plánuje vzít Woodyho s sebou na kovbojský tábor, ale při hře Woodymu omylem natrhne ruku. Kvůli této závadě se Woody stává pro Andyho méně atraktivním, a tak jej chlapec nechává doma a ukládá na zaprášenou polici. Woody se setkává se starým přítelem, tučňákem Wheezym, který je kvůli pokaženému píšťalkovému mechanismu na polici opuštěn už delší dobu.
Když Andyho matka pořádá zahradní výprodej, vezme Wheezyho mezi věci k prodeji. Woody se rozhodne kamaráda zachránit, a s pomocí rodinného psa Bustera se dostává na dvůr. Zatímco se mu Wheezyho podaří zachránit, Woody sám nešťastnou náhodou upadne a přitáhne pozornost sběratele hraček Ala McWhiggina, který Woodyho pozná jako cennou sběratelskou raritu. Přestože Andyho matka odmítne Woodyho prodat, Al využije momentu nepozornosti a hračku ukradne. Buzz Rakeťák a další Andyho hračky – pan Brambůrek, Rex, Slinky a Prasátko – sledují Ala a rozhodnou se Woodyho zachránit.
Woody se probouzí v Alově bytě, kde se seznamuje s dalšími hračkami ze série „Woodyho kovbojka“ – Jessie, temperamentní kovbojkou, Bullseyem, věrným koněm, a Stinky Petem, zahořklým zlatokopem, který zůstal po celou dobu ve své původní krabici. Woody se dozvídá, že byl hlavní postavou kdysi populárního televizního pořadu z 50. let a že Al plánuje celou kolekci prodat do japonského muzea hraček. Zpočátku je Woody nadšený, ale rychle se rozhodne, že chce zpět k Andymu, což vyvolává konflikt s Jessie, která se obává dalšího opuštění, a Petem, který zoufale touží po uznání a odmítá nechat Woodyho odejít.
Mezitím Andyho hračky dorazí do Alova obchodu s hračkami, kde Buzz narazí na novou verzi sebe sama – Buzz s užitkovým pásem, který ho uvězní, protože ho považuje za podvodníka. Nový Buzz se připojuje ke skupině hrající si na hrdiny, zatímco původní Buzz unikne a sleduje své přátele do Alova bytu. Cestou neúmyslně vypustí hračku císaře Zurga, který ho začne pronásledovat.
V Alově bytě Woody nakonec přijímá svůj osud a souhlasí s cestou do Japonska, ale po rozhovoru s Buzzem, který mu připomene skutečné poslání hraček – být milován dětmi – změní názor. Woody se rozhodne vrátit k Andymu a pozve Jessie a Bullseye, aby šli s ním. Pete však odmítne a násilím se snaží zabránit jejich útěku. V tom se vrátí Al, zabalí celou kolekci a odveze ji na letiště. Andyho hračky ukradnou dodávku Pizza Planet a následují Ala na letiště, kde se jim po napínavé honičce podaří Woodyho osvobodit. Pete je poražen a skončí v batohu malé holčičky. Jessie je však stále uvězněna v letadle mířícím do Japonska. Woody, Buzz a Bullseye jí v poslední chvíli zachrání. Skupina se vrací zpět domů právě včas před Andyho návratem z tábora.
Andy je nadšený z nových hraček, Jessie a Bullseye přijme mezi své oblíbené, zatímco opraví Woodyho ruku a Wheezyho píšťalku. Woody si uvědomuje, že i když Andy jednou vyroste, přátelství s Buzzem a ostatními hračkami přetrvá. Film končí optimistickým závěrem, když Wheezy zpívá píseň „Máš ve mně přítele“.